# Kharsia
Kharsia ist eine Stadt im indischen Bundesstaat Chhattisgarh.
Die Stadt ist Teil des Distrikts Raigarh. Kharsia hat den Status eines Municipal Council. Die Stadt ist in 15 Wards gegliedert. Sie hatte am Stichtag der Volkszählung 2011 18.939 Einwohner, von denen 9750 Männer und 9189 Frauen waren. Die Alphabetisierungsrate lag 2011 bei 85,2 % und damit über dem nationalen Durchschnitt. Hindus bilden mit einem Anteil von ca. 93 % die Mehrheit der Bevölkerung in der Stadt. Muslime bilden mit einem Anteil von ca. 5 % eine Minderheit.
Der Bahnhof Kharsia ist ein Teil der Strecke Haora-Nagpur-Mumbai zwischen Bilaspur und Jamshedpur.